# Kapitalmarktorientierte Kapitalgesellschaft
Als kapitalmarktorientierte Kapitalgesellschaft wird im Handelsrecht und in der Betriebswirtschaftslehre eine Kapitalgesellschaft bezeichnet, die in ihrem Rechnungswesen und bei ihrer Bilanzierung die Rechnungslegungsstandards der International Financial Reporting Standards (IFRS) zu beachten hat.

## Allgemeines
Im Regelfall muss ein Unternehmen mit Geschäftssitz in Deutschland auch für Rechnungswesen und Bilanzierung das Handelsgesetzbuch (HGB) und die Grundsätze ordnungsmäßiger Buchführung (einschließlich Bilanzierungsgrundsätze) beachten, Aktiengesellschaften zusätzlich noch die Vorschriften des Aktiengesetzes (AktG). Beantragen im Zuge der Globalisierung solche Rechtsformen ein Listing beispielsweise an der New York Stock Exchange, so müssen sie seit November 2007 nach der dortigen Börsenordnung ihren Jahresabschluss nach IFRS aufstellen. Das gilt erst recht für die Unternehmensgründung von Tochtergesellschaften in den USA.
„Kapitalmarktorientiert“ bedeutet, dass die Kapitalgesellschaft als ein Marktteilnehmer des Kapitalmarkts, und hier speziell des Teilmarkts der Wertpapierbörse, fungiert. Dabei verwendet das Gesetz jedoch nicht den Begriff der Wertpapierbörse, sondern den des „organisierten Markts“.

## Rechtsgrundlagen
Rechtsgrundlage hierfür ist die Verordnung (EG) Nr. 1606/2002 vom 19. Juli 2002 betreffend die Anwendung internationaler Rechnungslegungsstandards, worin in Art. 4 Unternehmen mit Geschäftssitz in einem EU-Mitgliedstaat dazu verpflichtet werden, ihre konsolidierten Jahresabschlüsse nach den internationalen Rechnungslegungsstandards aufzustellen, sofern ihre Wertpapiere in einem beliebigen EU-Mitgliedstaat zum Handel in einem geregelten Markt zugelassen sind. 
Diese EU-Verordnung wurde durch die §§ 264d HGB und § 315e HGB in deutsches Recht transformiert. Eine Kapitalgesellschaft ist gemäß § 264d HGB kapitalmarktorientiert, wenn sie einen organisierten Markt im Sinn des § 2 Abs. 11 WpHG durch von ihr ausgegebene Wertpapiere im Sinn des § 2 Abs. 1 WpHG in Anspruch nimmt oder die Zulassung solcher Wertpapiere zum Handel an einem organisierten Markt beantragt hat. Dieser Legaldefinition unterliegen insbesondere börsennotierte Unternehmen und Kapitalgesellschaften, die Wertpapiere emittieren. Hierzu gehören neben Aktien auch Genussscheine, Optionsscheine, Unternehmensanleihen und Zertifikate, die Aktien oder Finanzierungstitel vertreten, wenn sie an einem Markt gehandelt werden können. Nicht zu den Wertpapieren in diesem Zusammenhang gehören Investmentzertifikate. Gemäß § 315e HGB dürfen alle Muttergesellschaften – unabhängig von ihrer Rechtsform –, die nicht zur Konzernrechnungslegung nach IFRS verpflichtet sind, ihren Konzernabschluss freiwillig nach IFRS aufstellen.
Diese Regelung ist erstmals für Geschäftsjahre ab Januar 2009 anzuwenden. Nach § 264a HGB sind die Vorschriften auch auf die Kommanditgesellschaft (KG) und Offene Handelsgesellschaft (OHG; also Personengesellschaften) anzuwenden, wenn nicht wenigstens ein persönlich haftender Gesellschafter eine natürliche Person oder eine 
KG oder OHG mit einer natürlichen Person als persönlich haftender Gesellschafter ist. Gemeint ist mit dieser Vorschrift insbesondere die GmbH & Co. KG. Sämtliche kapitalmarktorientierten Kapitalgesellschaften müssen nach § 264 Abs. 1 HGB ihren Jahresabschluss zusätzlich um eine Kapitalflussrechnung und eine Eigenkapitalveränderungsrechnung erweitern.

## Wirtschaftliche Aspekte
Da HGB und IFRS inhaltlich erheblich voneinander abweichen, liegt kollisionsrechtlich eine Normenkollision vor. Um zu einer Konvergenz der unterschiedlichen Vorschriften und einer Verbesserung der Funktionsweise des EU-Binnenmarkts beizutragen, wurden kapitalmarktorientierte Kapitalgesellschaften durch das EU-Recht dazu verpflichtet, bei der Aufstellung ihrer konsolidierten Jahresabschlüsse ein einheitliches Regelwerk internationaler Rechnungslegungsstandards anzuwenden. Durch die Übernahme der IFRS-Standards erfüllen die kapitalmarktorientierten Kapitalgesellschaften auch die Bilanzierungsgrundsätze des IFRS, die dem HGB weitgehend fremd sind. Viele multinationale Unternehmen veröffentlichen zwei Jahresabschlüsse sowohl nach HGB als auch nach IFRS, wobei meist eine unterschiedliche Ertragslage ausgewiesen wird. Die Unterschiede in der Ertragslage für dasselbe Geschäftsjahr beweisen, dass IFRS und HGB divergierende Normen darstellen.  
Kapitalmarktorientierte Kapitalgesellschaften gelten gemäß § 267 Abs. 2 Satz 3 HGB unabhängig von ihrer tatsächlichen Unternehmensgröße als große Kapitalgesellschaft und können deshalb die Aufstellungserleichterungen aus § 274a und § 276 HGB nicht in Anspruch nehmen.